# Idaea aureospoliata
Idaea aureospoliata là một loài bướm đêm trong họ Geometridae.